# Rainer Hasler
Rainer Hasler (2. července 1958 – 2014) byl lichtenštejnský fotbalista, který hrál jako obránce. V listopadu 2003 byl vybrán do seznamu UEFA Jubilee 52 Golden Players.

## Klubová kariéra
Hasler hrál za Grasshoppers Zürich, FC Vaduz, Neuchâtel Xamax a Servette FC. S Xamaxem se v sezóně 1981/82 dostal do čtvrtfinále Poháru UEFA, v Servette byl dva roky kapitánem a v sezóně 1984/85 vyhrál s klubem ligu i pohár.